# AV Hollandia
AV Hollandia  is een atletiekvereniging uit de Noord-Hollandse gemeente Hoorn. De vereniging is aangesloten bij de Atletiekunie.
Atletiekvereniging AV Hollandia is opgericht op 2 april 1980 en is gevestigd op het Sportcomplex "De Blauwe Berg" in Hoorn. AV Hollandia kent ook een afdeling voor recreanten en triatleten en beschikt over een moderne kunststofbaan. Deze baan ligt in het sportcomplex "Blauwe Berg" aan het Keern. 
De vereniging doet aan diverse competities mee, zowel 's zomers als 's winters, zowel voor de jeugd als de senioren en Masters.
Ieder jaar worden in mei recordwedstrijden georganiseerd, met aan de start diverse (inter-)nationale topatleten.

## Bekende (oud-) atleten
- Karlijn van Beurden, hoogspringster
- Piet Olofsen - meervoudig Nederlands kampioen speerwerpen en tevens Nederlands recordhouder bij het speerwerpen
- Eefje van Wissen - vijfmaal op rij Nederlands kampioene op de marathon.